# Gobemouche de Sibérie
Muscicapa sibirica
Espèce
Statut de conservation UICN

 LC  : Préoccupation mineure
Le Gobemouche de Sibérie (Muscicapa sibirica) est une espèce d'oiseaux de la famille des Muscicapidae.

## Systématique
L'espèce Muscicapa sibirica a été décrite pour la première fois en 1789 par le zoologiste allemand Johann Friedrich Gmelin (1748-1804).

## Répartition et sous-espèces
Selon la classification de référence du Congrès ornithologique international (version 15.1, 2025) :
- Muscicapa sibirica sibirica Gmelin, JF, 1789 — sud-est de la Sibérie et Japon, hiverne en Indochine et en Indonésie ;
- Muscicapa sibirica gulmergi (Baker, ECSBaker, ECS, 192) — ouest de l'Himalaya ;
- Muscicapa sibirica cacabata Penard, TE, 1919 — est de l'Himalaya, sud du Tibet et Patkai, hiverne dans le sud de la Thaïlande ;
- Muscicapa sibirica rothschildi (Baker, ECS, 1923) — centre/sud de la Chine, hiverne à travers le sud-est de la Chine, l'Indochine et la péninsule Malaise.